# Bahnstrecke Liverpool–Warrington–Manchester
| British Rail Class 156 im Bahnhof Urmston |                      |                                                                 |                                                                 |
| Streckenlänge: | 51,5 km              |                                                                 |                                                                 |
| Spurweite: | 1435 mm (Normalspur) |                                                                 |                                                                 |
| Stromsystem: | 25 kV 50 Hz ~        |                                                                 |                                                                 |
| Zweigleisigkeit: | ja                   |                                                                 |                                                                 |
| |                      |                                                                 |                                                                 |
| \| \| \| Liverpool Central \| \| \| \| \| Merseyrail Northern Line aus Liverpool Central (tief)/Southport \| \| \| \| \| Liverpool St. James \| \| \| \| \| Liverpool Lime Street \| \| \| \| \| Brunswick \| \| \| \| \| Edge Hill \| \| \| \| \| nach Manchester via Earlestown \| \| \| \| \| Wavertree \| \| \| \| \| St Michaels \| \| \| \| \| Mossley Hill \| \| \| \| \| Aigburth \| \| \| \| \| Sefton Park \| \| \| \| \| West Allerton \| \| \| \| \| Cressington \| \| \| \| \| Allerton \| \| \| \| \| Garston \| \| \| \| \| \| \| \| \| \| Liverpool South Parkway für Liverpool John Lennon Airport \| \| \| \| \| West Coast Main Line nach London Euston \| \| \| \| \| Hunts Cross \| \| \| \| \| Halewood \| \| \| \| \| Hough Green \| \| \| \| \| \| \| \| \| \| Widnes Central \| \| \| \| \| Widnes \| \| \| \| \| \| \| \| \| \| Sankey \| \| \| \| \| Warrington Central \| \| \| \| \| Padgate \| \| \| \| \| Birchwood \| \| \| \| \| von/nach Wigan \| \| \| \| \| Glazebrook \| \| \| \| \| nach Stockport \| \| \| \| \| Salford Irlam \| \| \| \| \| Manchester Ship Canal \| \| \| \| \| Flixton \| \| \| \| \| Flixton Chassen Road \| \| \| \| \| Urmston \| \| \| \| \| Humphrey Park \| \| \| \| \| Trafford Park \| \| \| \| \| \| \| \| \| \| Euroterminal Güterbahnhof \| \| \| \| \| \| \| \| \| \| Manchester United FC Halt (nur an Spieltagen) \| \| \| \| \| aus Liverpool via Earlestown \| \| \| \| \| \| \| \| \| \| Manchester Central \| \| \| \| \| Manchester Deansgate \| \| \| \| \| Manchester Oxford Road \| \| \| \| \| Manchester Piccadilly \| \| \| \| \| Huddersfield Line nach York, Leeds \| \| \| \| \| und zum Flughafen Manchester \| \| |                      |                                                                 |                                                                 |
| Kopfbahnhof Streckenanfang (Strecke außer Betrieb) |                      | Liverpool Central                                               | Liverpool Central                                               |
| Abzweig ehemals geradeaus und von rechts |                      | Merseyrail Northern Line aus Liverpool Central (tief)/Southport | Merseyrail Northern Line aus Liverpool Central (tief)/Southport |
| ehemaliger Haltepunkt / Haltestelle |                      | Liverpool St. James                                             | Liverpool St. James                                             |
| Strecke · Kopfbahnhof Streckenanfang |                      | Liverpool Lime Street                                           | Liverpool Lime Street                                           |
| Haltepunkt / Haltestelle · Strecke |                      | Brunswick                                                       | Brunswick                                                       |
| Strecke · Bahnhof |                      | Edge Hill                                                       | Edge Hill                                                       |
| Strecke · Abzweig geradeaus und nach links |                      | nach Manchester via Earlestown                                  | nach Manchester via Earlestown                                  |
| Strecke · ehemaliger Haltepunkt / Haltestelle |                      | Wavertree                                                       | Wavertree                                                       |
| Haltepunkt / Haltestelle · Strecke |                      | St Michaels                                                     | St Michaels                                                     |
| Strecke · Haltepunkt / Haltestelle |                      | Mossley Hill                                                    | Mossley Hill                                                    |
| Haltepunkt / Haltestelle · Strecke |                      | Aigburth                                                        | Aigburth                                                        |
| Strecke · ehemaliger Haltepunkt / Haltestelle |                      | Sefton Park                                                     | Sefton Park                                                     |
| Strecke · Haltepunkt / Haltestelle |                      | West Allerton                                                   | West Allerton                                                   |
| Haltepunkt / Haltestelle · Strecke |                      | Cressington                                                     | Cressington                                                     |
| Strecke · ehemaliger Haltepunkt / Haltestelle |                      | Allerton                                                        | Allerton                                                        |
| ehemaliger Haltepunkt / Haltestelle · Strecke |                      | Garston                                                         | Garston                                                         |
| Verschwenkung nach links · Verschwenkung nach rechts |                      |                                                                 |                                                                 |
| Bahnhof |                      | Liverpool South Parkway für Liverpool John Lennon Airport       | Liverpool South Parkway für Liverpool John Lennon Airport       |
| Abzweig geradeaus und nach rechts |                      | West Coast Main Line nach London Euston                         | West Coast Main Line nach London Euston                         |
| Bahnhof |                      | Hunts Cross                                                     | Hunts Cross                                                     |
| Haltepunkt / Haltestelle |                      | Halewood                                                        | Halewood                                                        |
| Haltepunkt / Haltestelle |                      | Hough Green                                                     | Hough Green                                                     |
| Verschwenkung von links (Strecke außer Betrieb) · Verschwenkung von rechts |                      |                                                                 |                                                                 |
| Bahnhof (Strecke außer Betrieb) · Strecke |                      | Widnes Central                                                  | Widnes Central                                                  |
| Strecke (außer Betrieb) · Bahnhof |                      | Widnes                                                          | Widnes                                                          |
| Verschwenkung nach links (Strecke außer Betrieb) · Verschwenkung nach rechts |                      |                                                                 |                                                                 |
| Haltepunkt / Haltestelle |                      | Sankey                                                          | Sankey                                                          |
| Bahnhof |                      | Warrington Central                                              | Warrington Central                                              |
| Haltepunkt / Haltestelle |                      | Padgate                                                         | Padgate                                                         |
| Haltepunkt / Haltestelle |                      | Birchwood                                                       | Birchwood                                                       |
| Abzweig geradeaus, ehemals nach links und ehemals von links |                      | von/nach Wigan                                                  | von/nach Wigan                                                  |
| Haltepunkt / Haltestelle |                      | Glazebrook                                                      | Glazebrook                                                      |
| Abzweig geradeaus und ehemals nach rechts |                      | nach Stockport                                                  | nach Stockport                                                  |
| Haltepunkt / Haltestelle |                      | Salford Irlam                                                   | Salford Irlam                                                   |
| Brücke über Wasserlauf |                      | Manchester Ship Canal                                           | Manchester Ship Canal                                           |
| Haltepunkt / Haltestelle |                      | Flixton                                                         | Flixton                                                         |
| Haltepunkt / Haltestelle |                      | Flixton Chassen Road                                            | Flixton Chassen Road                                            |
| Haltepunkt / Haltestelle |                      | Urmston                                                         | Urmston                                                         |
| Haltepunkt / Haltestelle |                      | Humphrey Park                                                   | Humphrey Park                                                   |
| Haltepunkt / Haltestelle |                      | Trafford Park                                                   | Trafford Park                                                   |
| Verschwenkung von links · Verschwenkung von rechts |                      |                                                                 |                                                                 |
| Strecke · Dienststation / Betriebs- oder Güterbahnhof |                      | Euroterminal Güterbahnhof                                       | Euroterminal Güterbahnhof                                       |
| Verschwenkung nach links · Verschwenkung nach rechts |                      |                                                                 |                                                                 |
| Haltepunkt / Haltestelle |                      | Manchester United FC Halt (nur an Spieltagen)                   | Manchester United FC Halt (nur an Spieltagen)                   |
| Abzweig geradeaus und von links |                      | aus Liverpool via Earlestown                                    | aus Liverpool via Earlestown                                    |
| Verschwenkung von links · Verschwenkung von rechts (Strecke außer Betrieb) |                      |                                                                 |                                                                 |
| Strecke · Kopfbahnhof Streckenende (Strecke außer Betrieb) |                      | Manchester Central                                              | Manchester Central                                              |
| Haltepunkt / Haltestelle |                      | Manchester Deansgate                                            | Manchester Deansgate                                            |
| Bahnhof |                      | Manchester Oxford Road                                          | Manchester Oxford Road                                          |
| Bahnhof |                      | Manchester Piccadilly                                           | Manchester Piccadilly                                           |
| Strecke |                      | Huddersfield Line nach York, Leeds                              | Huddersfield Line nach York, Leeds                              |
| |                      | und zum Flughafen Manchester                                    |                                                                 |

Die Bahnstrecke Liverpool–Warrington–Manchester ist eine der beiden Schienenverbindungen zwischen den englischen Städten Liverpool und Manchester. Gegenüber der nördlicher verlaufenden Bahnstrecke Liverpool–Earlestown–Manchester ist sie zwar länger, aber über die Jahre hin bedeutungsvoller geworden. Die Schnellzüge verkehren fast ausschließlich über diese Strecke. Sie befindet sich in Eigentum der Network Rail und wird von verschiedenen Bahngesellschaften wie Northern Rail, East Midlands Trains und First TransPennine Express befahren.

## Geschichte
Die Linie wurde 1873 vom Cheshire Lines Committee (CLC) zwischen dem Station Brunswick in Liverpool und einer provisorischen Endstation London Road – heute Standort des Piccadilly-Bahnhofs –  in Manchester. 1874 wurde die Strecke in den Kopfbahnhof Liverpool Central im Stadtzentrum Liverpools verlängert und am 1. Juli 1880 folgte die Einführung der Züge in den neuen, von Sir John Fowler entworfenen, Kopfbahnhof Manchester Central.
Der Abschnitt Lime Street–Edge Hill wurde bereits 1836 durch die Liverpool and Manchester Railway eröffnet, deren Strecke aber nördlich über St Helens und Earlestown führte. Diese Strecke gelangte dann in Eigentum der London and North Western Railway. Das CLC baute aber eine Verbindungsstrecke, Hunts Cross chord genannt, zwischen Garston (an der CLC-Linie) und Edge Hill (an der LNWR-Linie), ließ ihre Züge aber weiterhin nach Liverpool Central laufen. Die Personenbahnhöfe an der Verbindungsstrecke wurden erst im 20. Jahrhundert eröffnet.
1892 erhielt der Bahnhof Liverpool Central einen unterirdischen Durchgangsbahnhof, durch den die Linie unter dem Mersey hindurch nach Birkenhead führte.
Nach der Verstaatlichung der diversen Bahngesellschaften zur British Rail besaß diese nun mehrere Verbindungen und Bahnhöfe in beiden Städten. Zwar wurde die Linie über Warrington für den Verkehr bedeutender als diejenige über Earlestown, doch durch die Beeching-Axt wurden zahlreiche Strecken und Bahnhöfe stillgelegt. 1969 wurde der Bahnhof Manchester Central nach einer Entscheidung, dass die Stadt zu viele Bahnhöfe besitze, stillgelegt und ins Kongresszentrum G-Mex umgebaut, das die Strukturen der Glashalle bis heute besitzt. Die Züge wurden von nun an zu den Bahnhöfen Oxford Road und Piccadilly geführt.
1972 schlug auch für den oberirdischen Teil des Liverpooler Central-Bahnhofs die letzte Stunde, nachdem der Betrieb bereits sechs Jahre zuvor markant reduziert worden war. Die Fernverkehrszüge wurden allesamt zum Bahnhof Lime Street geführt, und die Nahverkehrszüge wurden der neu geschaffenen, S-Bahn-ähnlichen Merseyrail zugewiesen, welche nun ausschließlich ab 1977 den unterirdischen Teil des Central-Bahnhofs nutzte. Im selben Jahr wurde auch eine Kreislinie, welche Central mit dem Lime-Street-Bahnhof verbindet, in Betrieb genommen.
Die Züge aus Manchester nutzen seit 1966 den Hunts Cross chord, um statt des oberirdischen Teils Liverpool Centrals den Bahnhof Lime Street anzufahren, und bedienen auch die daran liegenden Bahnhöfe. Die Strecke nach Central wurde 1977 Teil des Merseyrail, welcher auch Zugsverbindungen nach Southport anbietet. Die verbliebenen zwölf täglichen Nahverkehrszüge nach Gateacre wurden 1972 aufgehoben, der Bahnhof stillgelegt und abgebrochen. Nachdem das brachliegende Areal eine Zeit lang als Parkplatz gedient hat, wird es nun mit dem Projekt Central Village überbaut, das ein neues Stadtviertel mit Büros, Einkaufszentren und Wohnungen auf dem Gelände des ehemaligen Kopfbahnhofes vorsieht.
2006 wurde der Fern- und Regionalbahnhof Liverpool South Parkway eröffnet, der die Stationen Garston und Allerton ersetzte. South Parkway hat den Vorteil, dass er sowohl an der Strecke nach Manchester, der West Coast Main Line und der Merseyrail liegt. Von ihm aus verkehren Shuttlebusse zum Liverpool John Lennon Airport. Den Bahnhof bedienen nicht nur alle Züge der Linie nach Warrington–Manchester, sondern bis auf die Pendolinos der Virgin Trains auch die Züge der West Coast Main Line Richtung Birmingham New Street.

## Betrieb
Die Strecke ist bis auf die Abschnitte Liverpool Lime Street–Liverpool South Parkway und Manchester Deansgate–Manchester Piccadilly nicht elektrifiziert. Mittelfristig ist es nicht geplant, die südliche Strecke unter Spannung zu setzen, da 2009 das Projekt einer Elektrifizierung der Strecke via Earlestown bis 2013 mit einem Kostenvolumen von 100 Millionen Pfund zu elektrifizieren.

## Personenverkehr
Der Personenverkehr auf der zweigleisig ausgebauten Strecke wird von drei Bahngesellschaften durchgeführt, welche an den Werktagen insgesamt vier Züge pro Stunde über die Strecke schicken: Northern Rail, First TransPennine Express und East Midlands Trains.
Northern Rail
Northern Rail führt halbstündlich (an Sonntagen stündlich) Züge zwischen Liverpool Lime Street und Manchester Oxford Road. Die Züge haben unterschiedliche Haltefrequenzen, jedoch werden alle Stationen bis auf Glazebrook, Humphrey Park und Trafford Park, die alle nur zu den Spitzenzeiten bedient werden, sowie Manchester United FC Halt, der nur an ManUnited-Spieltagen bedient wird, mindestens stündlich angefahren. Diese Züge werden meist mit veraltetem Rollmaterial von den Klassen 142, 150 und 156 gefahren.
East Midlands Trains
Die East Midlands Trains bedient die Strecke stündlich mit einem Zugspaar Liverpool Lime Street–Manchester Piccadilly, das anschließend weiter nach Norwich mit Zwischenhalten in Sheffield und Nottingham durchgebunden wird. Diese Züge werden mit Rollmaterial der Klasse 158 geführt. Die Züge haben Zwischenhalte in Liverpool South Parkway, Widnes und Manchester Oxford Road.
First TransPennine Express
Die First TransPennine Express, welche als einzige Gesellschaft modernes Rollmaterial der Klasse 185 über die Strecke führt, bedient die Linie stündlich mit einem Zugspaar zwischen Liverpool Lime Street und Manchester Piccadilly mit Zwischenhalten in Liverpool South Parkway, Birchwood und Manchester Oxford Road. Die Züge werden anschließend über Manchester hinaus nach Scarborough über Leeds und York oder nach Hull, Middlesbrough und Newcastle geführt.

## Zukunft
Trafford Park Rail Corridors

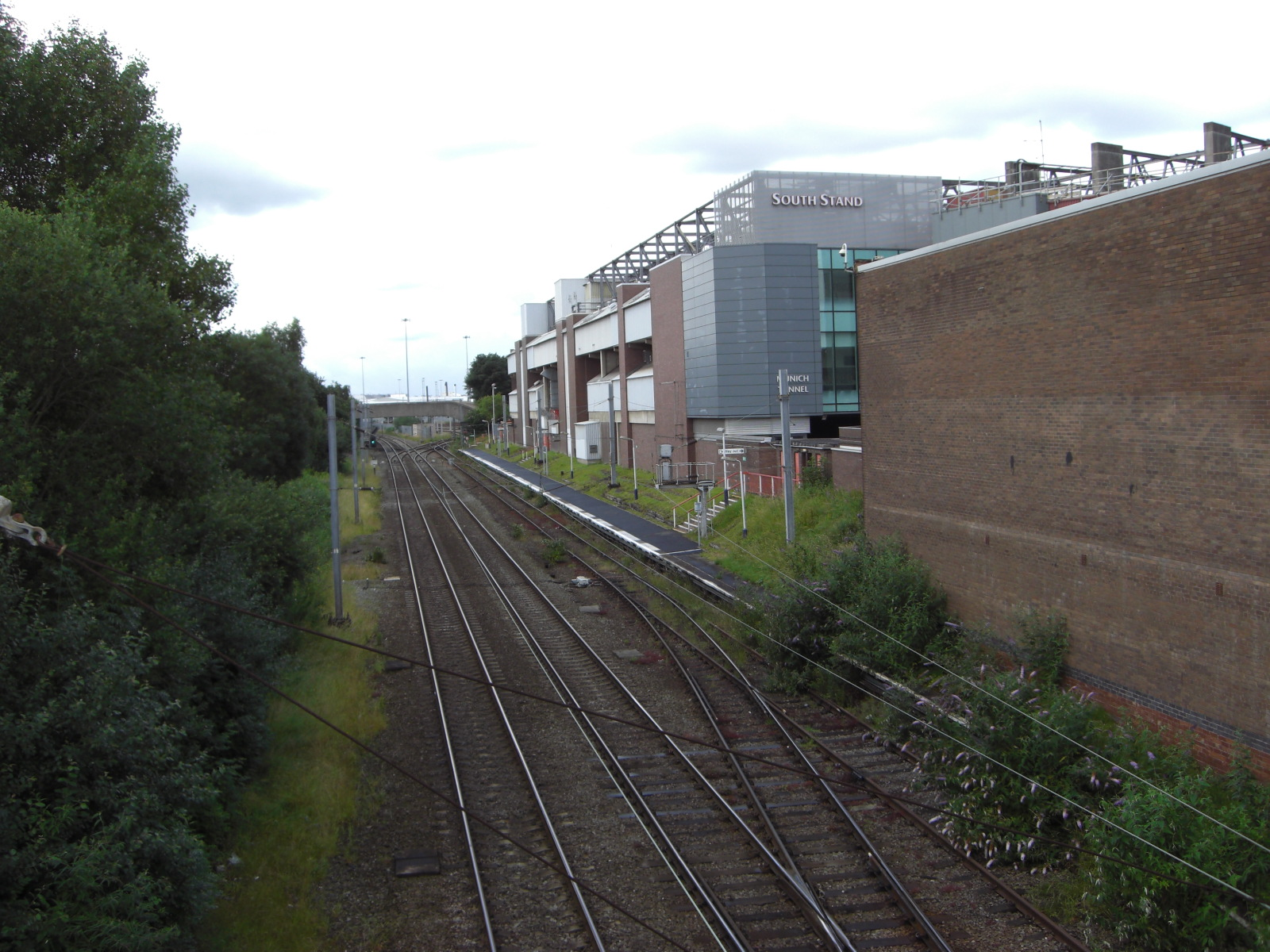
Haltepunkt Manchester United FC Halt am Old Trafford Südtribüne

Der bisher nur an Spieltagen von Manchester United geöffnete und ausschließlich von Northern Rail-Zügen bediente Haltepunkt Manchester United FC Halt, der über einen direkten Zugang zum Old Trafford verfügt, soll mittelfristig abgebrochen und durch einen wenig davon entfernten Regionalbahnhof White City bzw. Trafford Centre ersetzt werden, der durch den gesamten Northern Rail-Verkehr über Warrington nach Liverpool bedient werden soll. Im Zuge des allgemein Trafford Park Rail Corridors genannten Projekts sollen auch die Anschlussgleise zum Güterbahnhof Euroterminal ausgebaut und noch mehr vom Personenverkehr getrennt werden und auch die Manchester Metrolink soll durch den Trafford Park zur neuen Endhaltestelle Trafford Quays verlängert werden.